# Ezequiel Schelotto
Ezequiel Matias Schelotto (Buenos Aires, 23 mei 1989) is een Italiaans-Argentijns voetballer die bij voorkeur als vleugelspeler speelt. Hij tekende in augustus 2017 een contract tot medio 2020 bij Brighton & Hove Albion, dat hem overnam van Sporting Lissabon. Schelotto debuteerde in 2012 in het Italiaans voetbalelftal.

## Clubcarrière
Schelotto tekende in juli 2008 zijn eerste profcontract bij Cesena. Hij kwam over uit de jeugd van het Argentijnse Banfield. In juni 2009 kocht Atalanta de aanvaller over. In januari 2010 werd Schelotto voor zes maanden verhuurd aan Catania. Vanaf juli 2011 speelde hij daadwerkelijk voor Atalanta.
Schelotto verruilde Atalanta in januari 2013 voor Internazionale, dat een bedrag van 5,3 miljoen euro voor hem betaalde. Op dezelfde dag verzekerde Inter zich ook van de komst van Zdravko Kuzmanović en Mateo Kovačić. Schelotto brak niet door bij Internazionale, dat hem verhuurde aan achtereenvolgens US Sassuolo, Parma en Chievo Verona. Inter ontbond in augustus 2015 zijn contract.

## Clubstatistieken
| Seizoen | Club                   | Land              | Competitie     | Competitie | Competitie | Beker | Beker | Europa | Europa | Totaal | Totaal |
| Seizoen | Club                   | Land              | Competitie     | Wed.       | Dlp.       | Wed.  | Dlp.  | Wed.   | Dlp.   | Wed.   | Dlp.   |
| ------- | ---------------------- | ----------------- | -------------- | ---------- | ---------- | ----- | ----- | ------ | ------ | ------ | ------ |
| 2008/09 | AC Cesena              | Vlag van Italië   | Serie C1       | 6          | 1          | 0     | 0     | —      | —      | 6      | 1      |
| 2009/10 | AC Cesena              | Vlag van Italië   | Serie B        | 40         | 6          | 2     | 0     | —      | —      | 42     | 6      |
| 2010/11 | Atalanta Bergamo       | Vlag van Italië   | Serie B        | 0          | 0          | 0     | 0     | —      | —      | 0      | 0      |
| 2010/11 | → AC Cesena            | Vlag van Italië   | Serie A        | 17         | 0          | 1     | 1     | —      | —      | 18     | 1      |
| 2010/11 | → Catania Calcio       | Vlag van Italië   | Serie A        | 14         | 1          | 0     | 0     | —      | —      | 14     | 1      |
| 2011/12 | Atalanta Bergamo       | Vlag van Italië   | Serie A        | 37         | 2          | 1     | 0     | —      | —      | 38     | 2      |
| 2012/13 | Atalanta Bergamo       | Vlag van Italië   | Serie A        | 16         | 0          | 2     | 0     | —      | —      | 18     | 0      |
| 2012/13 | Internazionale         | Vlag van Italië   | Serie A        | 12         | 1          | 1     | 0     | 0      | 0      | 13     | 1      |
| 2013/14 | → US Sassuolo          | Vlag van Italië   | Serie A        | 10         | 1          | 1     | 0     | —      | —      | 11     | 1      |
| 2013/14 | → Parma FC             | Vlag van Italië   | Serie A        | 16         | 4          | 0     | 0     | —      | —      | 16     | 4      |
| 2014/15 | → Chievo Verona        | Vlag van Italië   | Serie A        | 29         | 0          | 0     | 0     | —      | —      | 29     | 0      |
| 2015/16 | Sporting Lissabon      | Vlag van Portugal | Primeira Liga  | 14         | 0          | 3     | 0     | 0      | 0      | 17     | 0      |
| 2016/17 | Sporting Lissabon      | Vlag van Portugal | Primeira Liga  | 23         | 0          | 0     | 0     | 3      | 0      | 26     | 0      |
| 2017/18 | Brighton & Hove Albion | Vlag van Engeland | Premier League | 6          | 0          | 2     | 0     | —      | —      | 8      | 0      |
| Totaal  | Totaal                 | Totaal            | Totaal         | 240        | 16         | 13    | 1     | 3      | 0      | 256    | 17     |

## Interlandcarrière
Schelotto werd geboren in Argentinië, maar bezit ook de Italiaanse nationaliteit, waardoor hij ook voor Italië mocht kiezen. Hij viel op het laatste moment af in de Italiaanse selectie voor het EK voetbal 2012 in Polen en Oekraïne, net als Domenico Criscito, Marco Verratti, Davide Astori, Salvatore Bocchetti en Luca Cigarini. Op 15 augustus 2012 debuteerde hij voor Italië, in een vriendschappelijke wedstrijd tegen Engeland, net als Federico Peluso, Manolo Gabbiadini, Andrea Poli, Marco Verratti, Mattia Destro, Stephan El Shaarawy en Diego Fabbrini. Hij verving vijf minuten voor tijd Ignazio Abate.